# Robbiate
Robbiate (lombardul: Robbiaa) település Olaszországban, Lombardia régióban, Lecco megyében. Lakosainak száma 6261 fő (2023. január 1.). Robbiate Calusco d’Adda, Imbersago, Merate, Paderno d’Adda, Ronco Briantino, Verderio és Villa d’Adda községekkel határos.

## Népesség
A település lakossága az elmúlt években az alábbi módon változott:
| Lakosok száma | 6335 | 6337 | 6261 |
|               | 2017 | 2018 | 2023 |